# Double Vision
Double Vision – drugi album studyjny, wydany przez zespół rockowy Foreigner w 1978 rpku.

## Lista utworów
| 1.  | "Hot Blooded" (Gramm, Jones)                | 4:29  |
|     |                                             |       |
| 2.  | "Blue Morning, Blue Day" (Gramm, Jones)     | 3:12  |
|     |                                             |       |
| 3.  | "You're All I Am" (Jones)                   | 3:24  |
|     |                                             |       |
| 4.  | "Back Where You Belong" (Jones)             | 3:15  |
|     |                                             |       |
| 5.  | "Love Has Taken Its Toll" (Gramm, McDonald) | 3:31  |
|     |                                             |       |
| 6.  | "Double Vision" (Gramm, Jones)              | 3:44  |
|     |                                             |       |
| 7.  | "Tramontane" (Greenwood, Jones, McDonald)   | 3:55  |
|     |                                             |       |
| 8.  | "I Have Waited So Long" (Jones)             | 4:06  |
|     |                                             |       |
| 9.  | "Lonely Children" (Jones)                   | 3:37  |
|     |                                             |       |
| 10. | "Spellbinder" (Gramm)                       | 4:49  |
|     |                                             |       |
| 11. | "Hot Blooded" [live/*] (Gramm, Jones)       | 6:57  |
|     |                                             |       |
| 12. | "Love Maker [live/*] (Clarke, Reid, Wright) | 6:48  |
|     |                                             |       |
|     |                                             | 51:47 |
|     |                                             |       |

## Wykonawcy
- Dennis Elliott – bębny, wokal
- Ed Gagliardi – gitara basowa, wokal
- Lou Gramm – pierwszy wokal, perkusja
- Alan Greenwood – instrumenty klawiszowe, syntezator,
- Mick Jones – gitara, instrumenty klawiszowe, wokal
- Ian McDonald – gitara, bębny, instrumenty klawiszowe, wokal